# Miodnica
Miodnica – wieś w Polsce położona w województwie lubuskim, w powiecie żagańskim, w gminie Żagań. 
W latach 1954–1972 wieś należała i była siedzibą władz gromady Miodnica. W latach 1975–1998 miejscowość administracyjnie należała do województwa zielonogórskiego.

## Nazwa
W księdze łacińskiej Liber fundationis episcopatus Vratislaviensis (pol. Księga uposażeń biskupstwa wrocławskiego) spisanej za czasów biskupa Henryka z Wierzbna w latach 1295–1305 miejscowość wymieniona jest w zlatynizowanej formie Mednicza.

## Zabytki
Do wojewódzkiego rejestru zabytków wpisane są:
- kościół parafialny pod wezwaniem św. Sebastiana, gotycki z drugiej połowy XIII wieku, w połowie XIV wieku, w 1668 roku
- zamek - dwór obronny, gotycko-renesansowy z połowy XVI wieku, XVIII wieku-XX wieku

inne zabytki:
- cmentarz z nagrobkami poniemieckimi.

## Komunikacja
Przez wieś przebiega droga wojewódzka nr 295.